# Partido Florencio Varela
Florencio Varela ist ein Partido im Norden der Provinz Buenos Aires in Argentinien. Der Verwaltungssitz ist die Stadt Florencio Varela. Laut einer Schätzung von 2019 hat der Partido 508.671 Einwohner auf 190 km². Der Partido ist zu Ehren des argentinischen Schriftstellers und Journalisten Florencio Varela benannt.

## Orte
Florencio Varela ist in zehn Ortschaften und Städte, sogenannte Localidades, unterteilt.
- Bosques
- Estanislao Severo Zeballos
- Florencio Varela
- Gobernador Julio A. Costa
- Ingeniero Juan Allan
- Villa Brown
- Villa San Luis
- Villa Santa Rosa
- Villa Vatteone
- La Capilla